# Recordoxylon amazonicum
Recordoxylon amazonicum är en ärtväxtart som först beskrevs av Adolpho Ducke, och fick sitt nu gällande namn av Adolpho Ducke. Recordoxylon amazonicum ingår i släktet Recordoxylon och familjen ärtväxter. Inga underarter finns listade i Catalogue of Life.